# Jani Paasonen
Jani Paasonen (Mäntyharju, 11 aprile 1975) è un pilota di rally finlandese.

## Carriera
Entra nel palco scenico nel 1997 al rally di Finlandia con il team Mitsubishi con la Lancer anche la stagione successiva nel 1998. Tra il 1999 e il 2000 partecipa nel gruppo N la stagione 2001 guida la Focus insieme a Carlos Sainz, Colin McRae e François Delecour torna alla squadra giapponese nel 2002 con i compagni di avventura con il ritrovato François Delecour e Alister McRae fratello di Colin McRae rimane anche il 2003 e metà del 2004 quando passa alla Škoda insieme a Armin Schwarz e Toni Gardemeister che termina la sua avventura a fine 2005.

## Vittorie nel Group N Cup/P-WRC
| # | Stagione | Evento             | Co-pilota         | Auto                         | Squadra                     |
| - | -------- | ------------------ | ----------------- | ---------------------------- | --------------------------- |
| 1 | 2000     | Rally di Svezia    | Jakke Honkanen    | Mitsubishi Carisma GT Evo IV | -                           |
| 2 | 2000     | Rally di Finlandia | Jakke Honkanen    | Mitsubishi Carisma GT Evo IV | Mitsubishi Ralliart Finland |
| 3 | 2004     | Rally di Svezia    | Sirkka Rautiainen | Mitsubishi Lancer Evo VII    | OMV World Rally Team        |
| 4 | 2004     | Rally d'Argentina  | Jani Vainikka     | Mitsubishi Lancer Evo VII    | OMV World Rally Team        |

## Risultati nel mondiale rally

### WRC
| 1997 | Scuderia | Vettura                   |  |  |  |  |  |  |  |  |  |    |  |  |  |  |  |  | Punti | Pos. |
| ---- | -------- | ------------------------- |  |  |  |  |  |  |  |  |  | -- |  |  |  |  |  |  | ----- | ---- |
| 1997 |          | Mitsubishi Lancer Evo III |  |  |  |  |  |  |  |  |  | 21 |  |  |  |  |  |  | 0     |      |

| 1998 | Scuderia | Vettura                   |  |  |  |  |  |  |  |  |  |     |  |  |  |  |  |  | Punti | Pos. |
| ---- | -------- | ------------------------- |  |  |  |  |  |  |  |  |  | --- |  |  |  |  |  |  | ----- | ---- |
| 1998 |          | Mitsubishi Lancer Evo III |  |  |  |  |  |  |  |  |  | Rit |  |  |  |  |  |  | 0     |      |

| 1999 | Scuderia                    | Vettura                      |  |    |  |  |  |  |  |  |  |    |  |  |  |  |  |  | Punti | Pos. |
| ---- | --------------------------- | ---------------------------- |  | -- |  |  |  |  |  |  |  | -- |  |  |  |  |  |  | ----- | ---- |
| 1999 | Mitsubishi Ralliart Finland | Mitsubishi Carisma GT Evo IV |  | 17 |  |  |  |  |  |  |  | 17 |  |  |  |  |  |  | 0     |      |

| 2000 | Scuderia                    | Vettura                      |  |    |  |  |    |  |  |  |    |  |  |  |     |  |  |  | Punti | Pos. |
| ---- | --------------------------- | ---------------------------- |  | -- |  |  | -- |  |  |  | -- |  |  |  | --- |  |  |  | ----- | ---- |
| 2000 | Mitsubishi Ralliart Finland | Mitsubishi Carisma GT Evo IV |  | 17 |  |  | 22 |  |  |  | 16 |  |  |  | Rit |  |  |  | 0     |      |

| 2001 | Scuderia | Vettura                                 |  |     |  |  |  |  |  |  |     |  |  |  |  |  |  |  | Punti | Pos. |
| ---- | -------- | --------------------------------------- |  | --- |  |  |  |  |  |  | --- |  |  |  |  |  |  |  | ----- | ---- |
| 2001 |          | Ford Focus WRC '00 e Ford Focus WRC '01 |  | Rit |  |  |  |  |  |  | Rit |  |  |  |  |  |  |  | 0     |      |

| 2002 | Scuderia                     | Vettura                                        |  |    |  |  |     |  |  |  |   |  |  |     |   |     |  |  | Punti | Pos. |
| ---- | ---------------------------- | ---------------------------------------------- |  | -- |  |  | --- |  |  |  | - |  |  | --- | - | --- |  |  | ----- | ---- |
| 2002 | Marlboro Mitsubishi Ralliart | Mitsubishi Lancer WRC e Mitsubishi Lancer WRC2 |  | 14 |  |  | Rit |  |  |  | 8 |  |  | Rit | 9 | Rit |  |  | 0     |      |

| 2003 | Scuderia | Vettura                |  |  |  |  |  |  |  |     |  |  |  |  |  |  |  |  | Punti | Pos. |
| ---- | -------- | ---------------------- |  |  |  |  |  |  |  | --- |  |  |  |  |  |  |  |  | ----- | ---- |
| 2003 |          | Mitsubishi Lancer WRC2 |  |  |  |  |  |  |  | Rit |  |  |  |  |  |  |  |  | 0     |      |

| 2004 | Scuderia                                | Vettura                                     |  |    |     |    |  |  |  |    |   |    |  |     |  |  |  |    | Punti | Pos. |
| ---- | --------------------------------------- | ------------------------------------------- |  | -- | --- | -- |  |  |  | -- | - | -- |  | --- |  |  |  | -- | ----- | ---- |
| 2004 | OMV World Rally Team e Škoda Motorsport | Mitsubishi Lancer Evo VII e Škoda Fabia WRC |  | 16 | Rit | 14 |  |  |  | 10 | 6 | 20 |  | Rit |  |  |  | SQ | 3     | 20º  |

| 2005 | Scuderia         | Vettura         |  |   |    |  |  |  |  |     |     |     |  |  |  |  |  |  | Punti | Pos. |
| ---- | ---------------- | --------------- |  | - | -- |  |  |  |  | --- | --- | --- |  |  |  |  |  |  | ----- | ---- |
| 2005 | Škoda Motorsport | Škoda Fabia WRC |  | 9 | 13 |  |  |  |  | Rit | Rit | Rit |  |  |  |  |  |  | 0     |      |

| 2021 | Scuderia        | Vettura        |  |  |  |  |  |  |  |  |  |     |  |  |  |  |  |  | Punti | Pos. |
| ---- | --------------- | -------------- |  |  |  |  |  |  |  |  |  | --- |  |  |  |  |  |  | ----- | ---- |
| 2021 | Team Capitalbox | Ford Fiesta R5 |  |  |  |  |  |  |  |  |  | Rit |  |  |  |  |  |  | 0     |      |

| Legenda | 1º posto | 2º posto | 3º posto | A punti | Senza punti | Ritirato | Squalificato | NP=Non partito C=Gara cancellata | Apice=Power stage |

### Group N Cup/P-WRC
| 1999 | Scuderia                    | Vettura                      |  |   |  |  |  |  |  |  |  |   |  |  |  |  |  |  | Punti | Pos. |
| ---- | --------------------------- | ---------------------------- |  | - |  |  |  |  |  |  |  | - |  |  |  |  |  |  | ----- | ---- |
| 1999 | Mitsubishi Ralliart Finland | Mitsubishi Carisma GT Evo IV |  | 3 |  |  |  |  |  |  |  | 2 |  |  |  |  |  |  | 13    | 8º   |

| 2000 | Scuderia                    | Vettura                      |  |   |  |  |   |  |  |  |   |  |  |  |     |  |  |  | Punti | Pos. |
| ---- | --------------------------- | ---------------------------- |  | - |  |  | - |  |  |  | - |  |  |  | --- |  |  |  | ----- | ---- |
| 2000 | Mitsubishi Ralliart Finland | Mitsubishi Carisma GT Evo IV |  | 1 |  |  | 6 |  |  |  | 1 |  |  |  | Rit |  |  |  | 21    | 4º   |

| 2004 | Scuderia             | Vettura                   |  |   |     |   |  |  |  |   |  |   |  |  |  |  |  |    | Punti | Pos. |
| ---- | -------------------- | ------------------------- |  | - | --- | - |  |  |  | - |  | - |  |  |  |  |  | -- | ----- | ---- |
| 2004 | OMV World Rally Team | Mitsubishi Lancer Evo VII |  | 1 | Rit | 4 |  |  |  | 1 |  | 5 |  |  |  |  |  | SQ | 29    | 3º   |

| Legenda | 1º posto | 2º posto | 3º posto | A punti | Senza punti | Ritirato | Squalificato | NP=Non partito C=Gara cancellata | Apice=Power stage |